# Saint-Médard-d'Eyrans
Saint-Médard-d'Eyrans är en kommun i departementet Gironde i regionen Nouvelle-Aquitaine i sydvästra Frankrike. Kommunen ligger i kantonen La Brède som tillhör arrondissementet Bordeaux. År 2022 hade Saint-Médard-d'Eyrans 3 361 invånare.

## Befolkningsutveckling
Antalet invånare i kommunen Saint-Médard-d'Eyrans
Referens:INSEE